# Coptodisca ella
Coptodisca ella is een vlinder uit de familie van de Heliozelidae. De wetenschappelijke naam van de soort is voor het eerst geldig gepubliceerd in 1871 door Chambers.